# Ranzig (Fett)

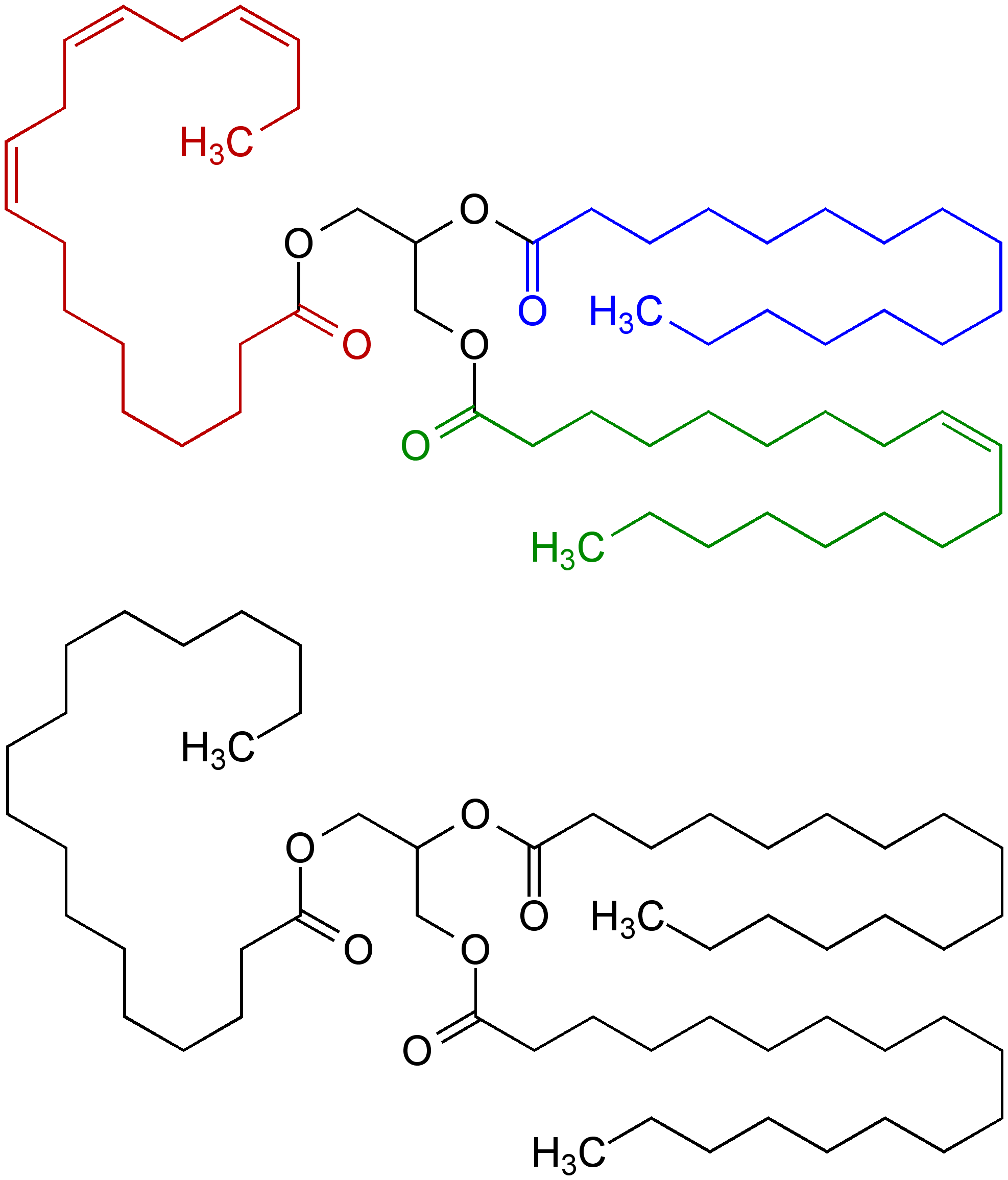
Beispiele chemischer Strukturformeln von Fetten bzw. Ölen. Oben ein leicht ranzig werdendes Fett/Öl (Triglycerid) mit einem hohen Anteil an ungesättigten Fettsäuren, mit einem grün markierten einfach ungesättigten Fettsäurerest, einem rot markierten dreifach ungesättigten Fettsäurerest sowie einem blau markierten gesättigten Fettsäurerest. Im Zentrum ist in der oberen Strukturformel das dreifach acylierte Glycerin (schwarz markiert) erkennbar.
Unten ein Glycerinester (Fett), der kaum ranzig wird und ausschließlich gesättigte Fettsäurereste enthält.

Ranzig heißt der Zustand, in den Fette und andere Lipide durch Oxidation oder durch fettspaltende Enzyme (Lipasen) zerfallen.

## Verlauf
Das Verderben pflanzlicher und tierischer Fette, das schon im Anfangsstadium durch Geruchs- und Geschmacksänderung (Ranzigkeit, Lichtgeschmack) wahrgenommen werden kann, ist zum einen bei wasserhaltigen Fetten auf eine Hydrolyse und damit einhergehende Spaltung längerkettiger Fette und zum anderen auf die Einwirkung von Luftsauerstoff (Oxidation) zurückzuführen. Die bei Raumtemperatur langsam, mit Erhöhung der Temperatur immer schneller verlaufenden Oxidationsvorgänge werden als Autoxidation oder auch als Lipidperoxidation bezeichnet. Sie beginnen mit Radikalreaktionen an ungesättigten Fettsäuren und führen in einem mehrstufigen Prozess zu verschiedensten Abbauprodukten, insbesondere Peroxiden, Alkoholen, Aldehyden und Carbonsäuren.
Am anfälligsten für den Verderb sind Fette mit einem hohen Anteil ungesättigter Fettsäure-Reste. Die Oxidationsneigung von (einfach ungesättigten) Ölsäure-Resten liegt dabei ca. um den Faktor 100 höher als bei (gesättigten) Stearinsäure-Resten, bei mehrfach ungesättigten Linolsäure-Resten sogar um Faktor 1200, bei Linolensäure-Resten um den Faktor 2500. Daher sollte man beispielsweise Leinöl oder Walnussöl, die einen hohen Gehalt an Glyceriden der Linolen- und der Linolsäure haben, möglichst im Kühlschrank aufbewahren und nicht erhitzen. Öle mit einem hohen Anteil an Linolsäure-Resten, wie herkömmliches Sonnenblumen- oder Distelöl, sollen nur zum Dünsten bei niedrigen Temperaturen verwendet werden. Öle mit einem hohen Gehalt an Glyceriden der Ölsäure, wie Oliven- und Rapsöl, aber auch Erdnussöl und sogenanntes High-Oleic-Sonnenblumenöl, können hingegen zum Braten und Frittieren bei Temperaturen bis 170 °C verwendet werden und stellen eine sinnvolle Alternative zu gesättigten Fetten dar, die höher erhitzbar und länger haltbar sind und daher besonders im gastronomischen Bereich Verwendung finden.
Nicht von Ranzigwerden, sondern vom mikrobiellen Verderb spricht man bei anderweitiger Schädigung durch mikrobiologischen Befall mit Schimmelpilzen, Hefen oder Bakterien.
Reine Fette sind wasserfrei und verderben nur durch oben geschilderte Sauerstoffreaktion. Wasser-in-Öl-Emulsionen wie Butter (im Gegensatz zu Butterreinfett) und Margarine oder Öl-in-Wasser-Emulsionen wie Rahm, Milch und Mayonnaise können dagegen auch durch hydrolytische Spaltung verderben, gleiches gilt auch für länger mit Wasser in Kontakt gestandene Stellen von reinen Fetten, zum Beispiel in Form von Kondenswasser. An der hydrolytischen Spaltung können auch Lipasen beteiligt sein, die entweder bereits im Fett waren oder von Mikroorganismen produziert werden.
Je höher der Wassergehalt in einem Fett-Wassergemisch ist, desto schneller kann sich auch eine mikrobielle Belastung einstellen.

## Folgen
Die Reaktionsprodukte sind häufig übelriechende oder schlecht schmeckende Stoffe (u. a. freie Fettsäuren), die Lebensmittel und Speiseöle ungenießbar machen. Manche Nahrungsmittel (wie Leinöl und Walnussöl) werden ungekühlt sehr schnell ranzig. Die besonders schnell ranzig werdenden Fette und Öle enthalten einen hohen Anteil an Triglyceriden ungesättigter Fettsäuren (meist Linolsäure und Linolensäure). Neben der Oxidation der ungesättigten Bindung erfolgt bei mehrfach ungesättigten Fetten auch eine oxidative Quervernetzung (z. B. oxidiert Leinöl zu Linoxin).
Der Prozess bildet an Lebensmitteln bisweilen eine luft- und wasserdichte Rinde an der Oberfläche und wirkt auch bei der Trocknung von Ölfarbe mit. Butter wird gelblich-durchscheinend bis dunkel und rissig. Speiseöl wird dickflüssiger und zäher.

## Gesundheitliche Auswirkungen
Der ranzige Geruch (und auch Geschmack) verhindert in der Regel, dass man ranzige Produkte verzehrt. Starke Gewürze oder Aromata können überdecken, dass ein Produkt ranzig ist. 
Nur durch extreme Faktoren (je nach Öl beim Erhitzen auf ca. 400 °C) – beim Grillen von Speisen etwa – entstehen vermehrt polycyclische aromatische Kohlenwasserstoffe (PAK), die im Laborversuch krebserregend sind. Auch ein mehrfaches starkes Erhitzen ein und desselben Fettes (etwa in Fritteusen) gilt als kritisch. Die durch Hitze beschleunigten chemischen Reaktionen führen zu einer immer höheren Konzentration von möglicherweise gesundheitsschädlichen Zersetzungsprodukten.

## Schutz
Empfindliche Öle und Fette, also Fette mit einem hohen Anteil an mehrfach ungesättigten Fettsäuren gebunden im Triglycerid, werden gekühlt in geschlossenen Gefäßen aufbewahrt. Das Lagern im Dunklen oder in Gefäßen, die lichtundurchlässig (Blech) oder wenig lichtdurchlässig (dunkles Glas) sind, verlängert die Haltbarkeit. Tiefkühlen schützt ebenfalls; allerdings ist mit sensorischer Qualitätsminderung vor allem bei mehrfachem Tiefkühlen zu rechnen. Insbesondere bei wasserhaltigen Fettmischungen kann durch vermehrtes Einfrieren die mikrobiologische Anfälligkeit zunehmen: das Produkt wird dann anfälliger für Keime und ist stärker mit ihnen belastet. Antioxidantien, wie zum Beispiel Carotin, Ascorbinsäure und Tocopherol, die den Lebensmitteln beigemengt werden können, machen diese haltbarer.
Bei der industriellen Herstellung von Margarine werden die Doppelbindungen durch Reduktion mit Wasserstoff abgesättigt. Dies erhöht das Mindesthaltbarkeitsdatum, auch wenn dadurch die meisten essentiellen Fettsäurereste zu gesättigten Fettsäureresten hydriert werden, die nur in geringerem Umfang in Zellmembranen als Membranlipide verwendet werden können, sondern vor allem als Speicherfette dienen.

## Beabsichtigte Anwendung
Beim Rohmilchkäse wird dagegen während des Reifens das Milchfett durch die milcheigenen Lipasen zersetzt. Die Endprodukte verbessern in deutlich schwächerer Konzentration als beim Ranzigwerden das Aroma des Käses.